# The Settlers: Rise of an Empire
 The Settlers: Rise of an Empire (укр. Поселенці: Розквіт імперії) — шоста гра в серіїThe Settlers. Вона була створена компанією Blue Byte Software і випущена компанією Ubisoft. Дата випуску гри в США — 25 вересня 2007, у Європі — 28 вересня 2007 року, а в Австралії — 30 вересня 2007 року.

## Колекційне видання
Також було доступно обмежене видання гри. У Німеччині воно містило разом з грою книгу з малюнками, бонусний DVD, оригінальний саундтрек, лист з деревом технологічними розвитку і диск з демо-версією. Російське колекційне видання містило:
- DVD-диск з грою.
- Керівництво користувача.
- Бонусний диск з відеоматеріалами.
- Саундтрек гри.
- Артбук (книга з артами).
- Двосторонній плакат з таблицею розвитку міста і персонажа.
- Гру «The Settlers II. Ювілейне видання»[19].

## Ігровий процес
The Settlers: Розквіт імперії є представником жанру стратегій класичної економічної моделі німецької ігровий школи. Цілі гравця в The Settlers: Rise of an Empire наступні: розвиток економічної інфраструктури середньовічного поселення (будівництво доріг і будинків, видобуток сировини, виробництво товарів), зміцнення і захист фортечних стін, турбота про жителів. Поселенці мають різні потреби, які повинні бути задоволені, інакше вони застрайкують. Новий світ роздільний на чотири кліматичні зони, де міняються пори року і погодні умови, що впливає на ефективність видобутку ресурсів і швидкість розширення імперії.
У Розквіт імперії вперше в серії з'явилися жінки-поселенці. Подібно Black & White і Beasts & Bumpkins, населення міст безпосередньо залежить від кількості укладених шлюбів. Ярмарки — найкраще місце для пошуків женихів і наречених; вони ж підтримують торгові відносини з іншими країнами, приносять солідний прибуток і розважають народ.
Вперше в серії виникає юніт Лицар, що відображає рівень лідерства гравця. Будучи військовою одиницею, Лицар стає ключовою умовою для розвитку поселення та виконання квестів. З кожним новим рівнем гравець отримує доступ до нових будівель і військовим підрозділам, але це одночасно збільшує потреби поселенців, відображаючи більш високий рівень життя. Всього існує шість лицарів, кожен з яких має унікальні ігрові риси.
Кампанія складається з шістнадцяти місій у чотирьох кліматичних зонах. Є також два типи одиночних карт: Вільні карти поселень — де гравець може створювати місто у світі, і карти із завданнями, утягують у виконання ряду завдань.

## Створення гри
У бета тесті гри брали участь тільки учасники сайту GameSpot.
Демо-версія гри була випущена Ubisoft 23 серпня 2007. Демоверсія включає в себе «дві карти: навчальну місію і карту для ведення бойових дій».

## Реакція критики
| Агрегатор    | Оцінка   |
| ------------ | -------- |
| GameRankings | 65,189 % |
| Metacritic   | 66/100   |

| Видання   | Оцінка |
| --------- | ------ |
| Eurogamer | 5/10   |
| G4        | 3/5    |
| GameSpot  | 7.0/10 |
| GameSpy   | 2.5/5  |
| IGN       | 6.5/10 |

### Зарубіжна ігрова журналістика
Гру очікував змішаний прийом. Поки багато рецензентів відзначали високий рівень графіки і анімації, розчарування викликав занадто спрощений геймплей гри, а також наявність багів і вильотів. Останній пункт було виправлено з виходом патча 1.7.1.

### Російська ігрова преса
Найбільший російський портал ігор Absolute Games поставив грі 68 %. Оглядач зазначив цікаві новвоведення гри та красиву графіку. До недоліків була віднесена її легкість. Вердикт: «Краще, напевно, вже не буде, ідея вироблена сповна. Утопічний середньовічний комунізм приваблює не логікою і складними ігровими ситуаціями, а загальним щастям.»
Ігроманія поставила грі 7.5 балів з 10-ти, зробивши такий висновок: «Живий світ маленьких тривимірних чоловічків заворожує, а розмірене будівництво листівкового середньовічного селища заспокоює і вселяє в душу гармонію. Шкода ненадовго.»
Країна Ігор поставила грі 8.5 з 10-ти балів, зробивши такий висновок: «Чарівна гра, яка живе десь між архаїкою і сучасністю, між дією та спогляданням».

## Доповнення

### The Settlers: Розквіт імперії— Східні землі
До гри було випущено додаток — The Settlers: Розквіт імперії — Східні землі (англ. The Settlers: Rise of an Empire - The Eastern Realm), реліз відбувся 18 квітня 2008 року в Європі. Воно додавало нову кліматичну зону (тропіки), яка суттєво відрізняється від наявних в грі, а також гравець може будувати об'єкти прикраси.
The Settlers Gold Edition вийшло 30 вересня 2008, і містило на одному диску The Settlers: Rise of an Empire і The Eastern Realms. У Росії не видавалося.
У листопаді 2024 року з'явилась фанатська українська локалізація основної гри та DLC «Східне Царство» (Eastern Realm), де також було перекладено українською мовою мапу світу гри.